# Freniger bicolor
Freniger bicolor är en stekelart som beskrevs av Szabó 1956. Freniger bicolor ingår i släktet Freniger och familjen Scelionidae. Inga underarter finns listade i Catalogue of Life.